# Alexander Rossi
Pour les articles homonymes, voir Rossi.
Alexander Rossi, né le 25 septembre 1991 à Auburn, est un pilote automobile américain. Après une courte carrière en Formule 1 ponctuée de cinq départs, il évolue depuis 2016 dans le championnat IndyCar Series avec Andretti Autosport. Lors de cette première saison, il remporte la 100e édition des 500 miles d'Indianapolis dès sa première participation à l'épreuve.

## Biographie
Bien que d'origine italienne, Rossi est né en Californie.

### 2013 - 2015: GP2 Series et Formule 1

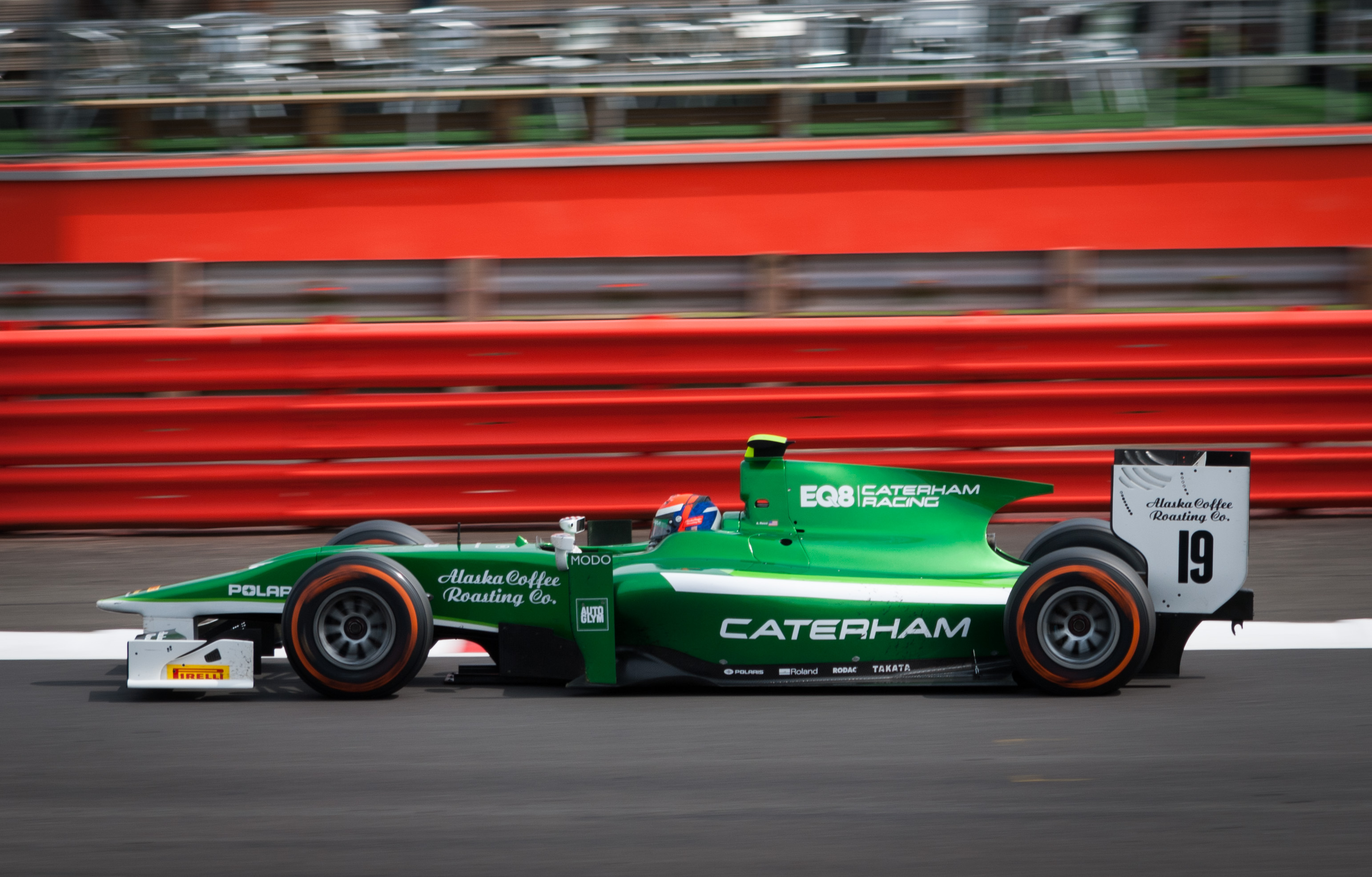
Rossi au volant d'une GP2 à Silverstone.

En 2014, il est pilote-essayeur chez Caterham F1 Team jusqu'en juillet où il est licencié après le changement de propriétaire.
Le 24 juillet 2014, il retrouve une place de pilote-essayeur en Formule 1 pour le compte de l'équipe Marussia qui, le 21 août 2014, le titularise à la place de Max Chilton au Grand Prix automobile de Belgique 2014, ; finalement, il ne roule que lors des premiers essais libres.
Plusieurs rumeurs l'annoncent chez Marussia en tant que titulaire pour un Grand Prix en 2014 après l'accident de Jules Bianchi mais il est victime du dépôt de bilan de l'équipe Marussia. Début décembre 2014, Rossi annonce qu'il « concentre ses efforts sur l’obtention d'un baquet en Indycar pour 2015 », mettant de côté ses espoirs de Formule 1.

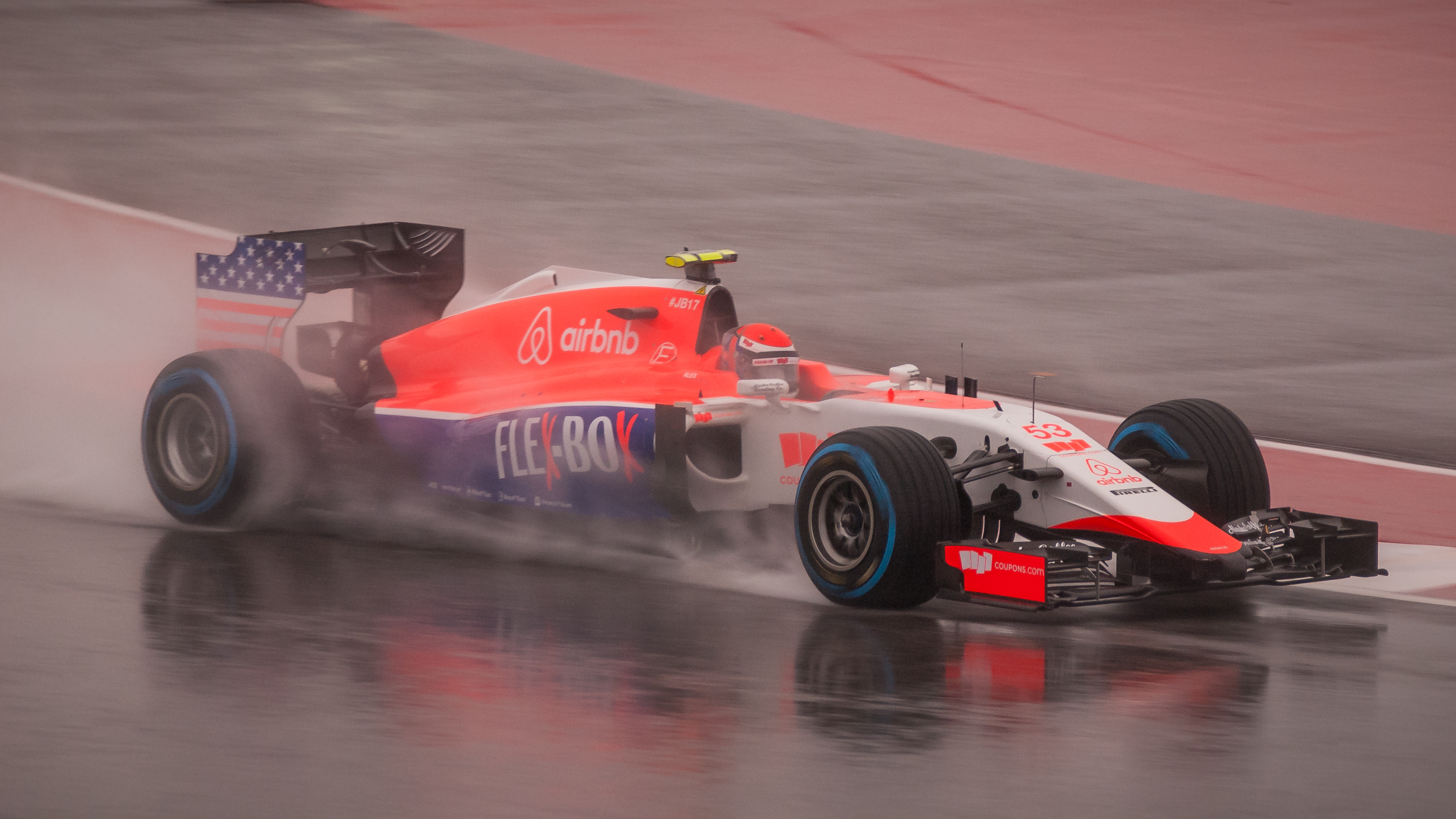
Alexander Rossi au volant de la Marussia MR03B lors du Grand Prix des États-Unis 2015.

Continuant pour une nouvelle saison en GP2 Series, il est titularisé par Manor Marussia, pour cinq Grands Prix, à compter du Grand Prix de Singapour 2015, en remplacement de Roberto Merhi. Il termine cette course en 14e position, une place devant son coéquipier Will Stevens. Il prend également l'avantage sur ce dernier au Grand Prix du Japon avec une dix-huitième position, et lors des trois autres courses auxquelles il participe, le Grand Prix des États-Unis, où il obtient son meilleur résultat avec une 12e place, le Grand Prix du Mexique et le Grand Prix du Brésil,.

### 2016: début en IndyCar Series et victoire aux 500 miles d'Indianapolis
En 2016, longtemps candidat pour un volant de titulaire chez Manor Racing, il est battu par Rio Haryanto soutenu par l'Indonésie.
Quelques jours après, il s'engage en IndyCar Series avec Andretti-Herta Autosport où il était en concurrence avec Pastor Maldonado. En parallèle, il est nommé pilote de réserve de Manor Racing pour la saison 2016 de Formule 1.

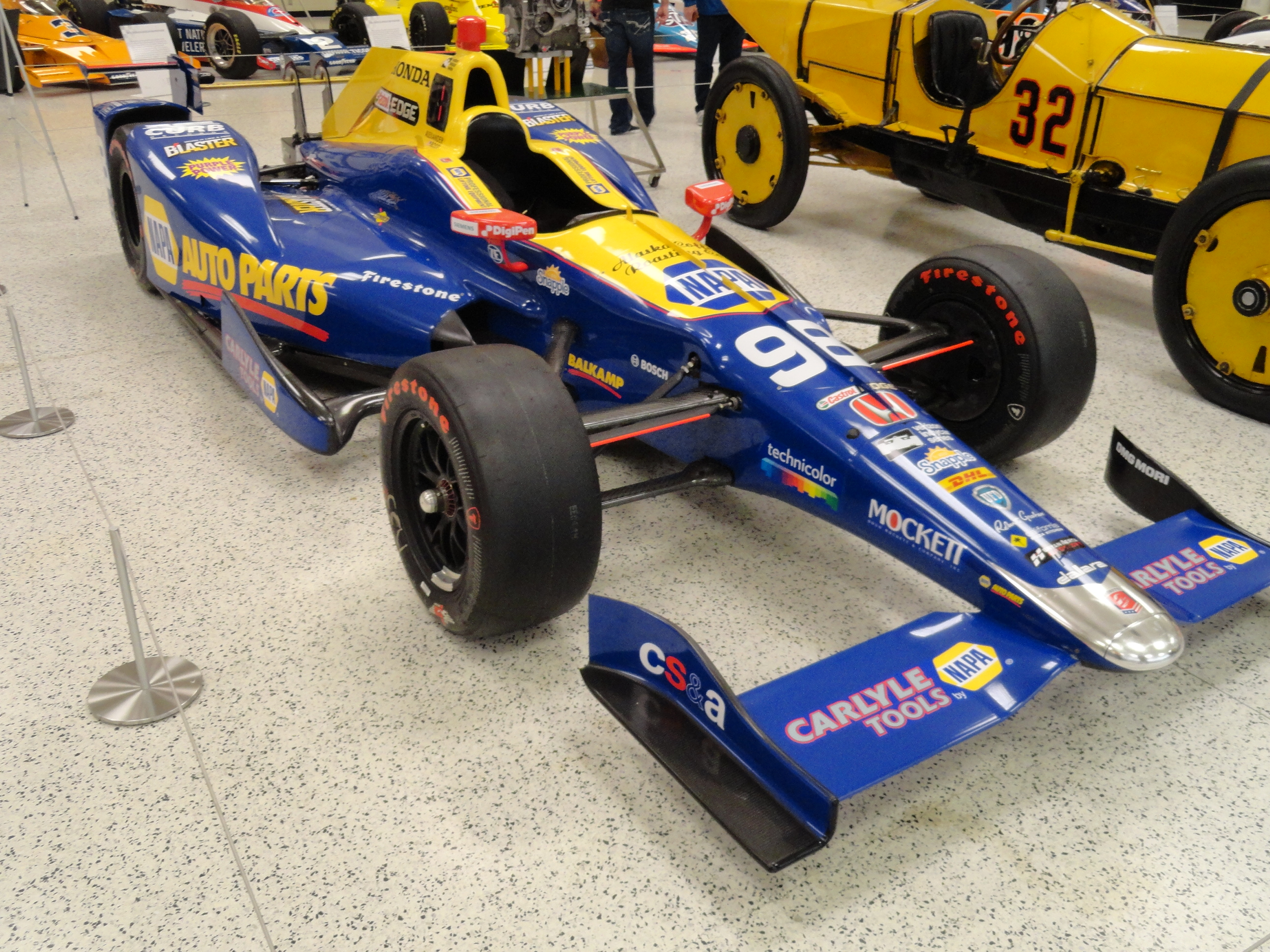
Voiture victorieuse des 500 miles d'Indianapolis 2016.

Sa signature tardive le prive de la plupart des essais d'avant saison. Il fait ses débuts lors du Grand Prix de St. Petersburg. Qualifié en 18e position, il termine la course à la douzième place, meilleur résultat des débutants de la saison. Il termine ensuite les quatre courses suivantes aux 14e, 20e et 15e et 10e places.
Le 29 mai 2016, Rossi, grâce à une stratégie risquée basée sur l'économie de carburant, parvient à éviter un dernier ravitaillement que tous ses adversaires les plus rapides effectuent. En ralentissant, il parvient à franchir en tête la ligne d'arrivée, tombant en panne juste après celle-ci. Rossi remporte ainsi la centième édition des 500 miles d'Indianapolis pour sa première participation ; le dernier rookie à remporter l'Indianapolis 500 était Helio Castroneves en 2001.
Après trois places de 10e, 12e et 15e, il retrouve une place dans le top 10 au Grand Prix de l'Iowa. Il doit ensuite attendre les deux dernières courses de la saison pour retrouver des places dans le top 10, huitième au Grand Prix de Watkins Glen et cinquième au Grand Prix de Sonoma.
Il termine onzième du championnat.
En octobre 2016, Rossi annonce qu'il signe un contrat de plusieurs années avec Andretti Motorsport. 
Onzième à Grand Prix de St. Petersburg puis 19e à Long Beach, où il occupe la deuxième place avat d'être confronté à un problème de moteur. Il termine ensuite cinquième du Grand Prix d'Alabama, remporté par Josef Newgarden. Il termine ensuite huitième du Grand Prix d'Indianapolis. Il se classe en troisième position de la fast line des  500 miles d'Indianapolis, course qu'il termine en septième position, gêné par un problème survenu lors du ravitaillement lors d'un arrêt au 134e tour qui lui fait perdre de nombreuses secondes. Il termine ensuite respectivement cinquième et septième des deux courses de Déroit, puis 22e au Texas, 13e à Road America et onzième en Ioawa. Il termine deuxième du Grand Prix de Toronto derrière Josejf Newgarden, son premier podium depuis sa victoire à Indy500 de 2016. Sixième à Mid-Ohio, il termine une nouvelle fois sur le podium, terminant troisième à Pocono. Sixième du Grand Prix de Gateway, il obtient de sa première pole position en Indy Series lors Grand Prix de Watkins Glen, il remporte cette course, sa deuxième victoire en carrière, devant Scott Dixon et Ryan Hunter-Reay. Il termine 21e lors de la dernière course et se classe au septième rang sur la saison.

### 2018: Vice-champion du monde
Rossi commence la saison 2018 par deux places de troisième, au Grand Prix de St. Petersburg, victoire de Sébastien Bourdais devant Graham Rahal, puis au Grand Prix de Phoenix, victoire de Josef Newgarden. Lors du Grand Prix suivant, à Long Beach, il s'impose devant Will Power. Onzième en Alabama, il termine cinquième au Grand Prix d'Indianapolis. 

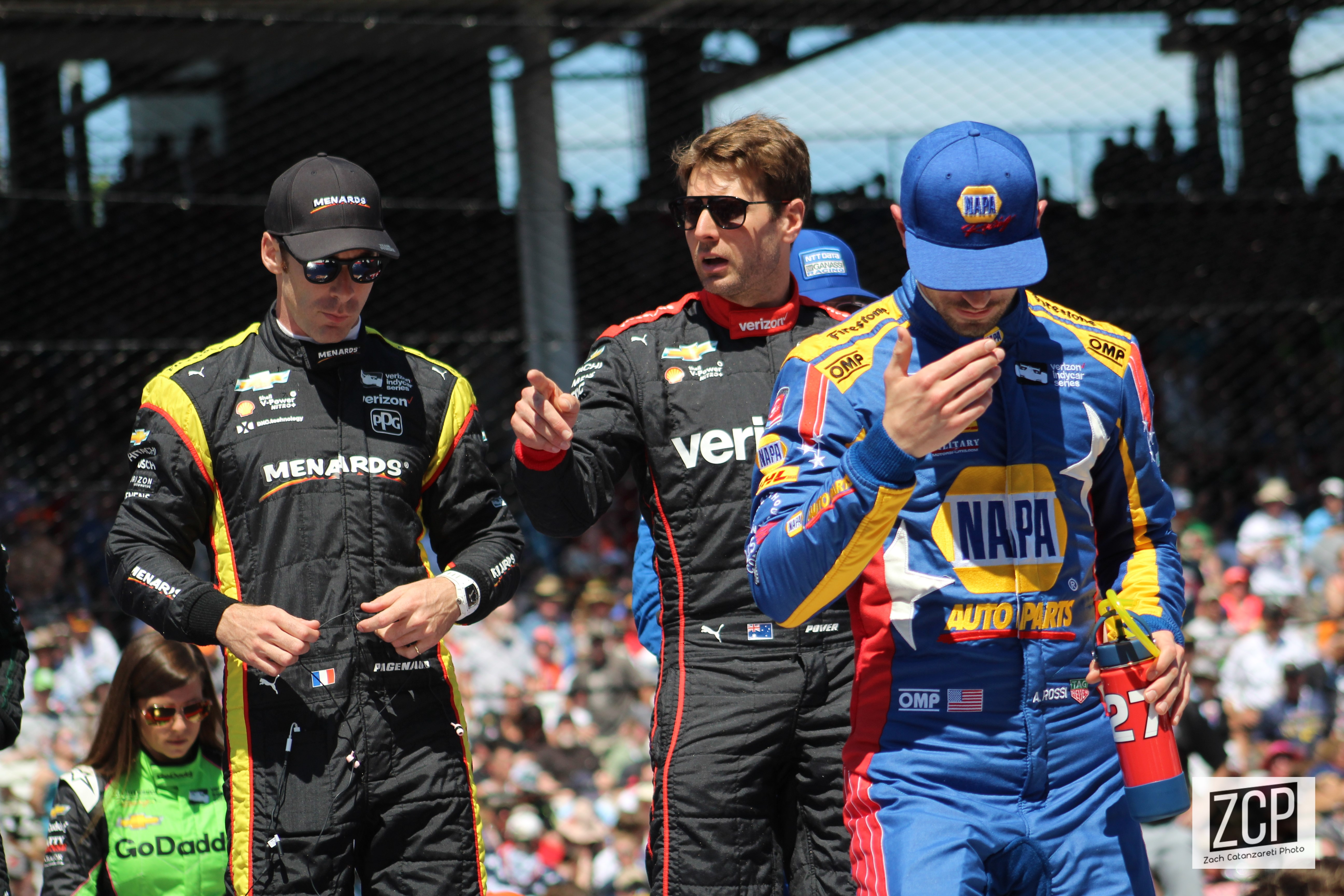
Avec Simon Pagenaud, à gauche, et Will Power au centre, avant les 500 miles d'Indianapolis 2018.

Parti en 32e position des 500 miles d'Indianapolis, il termine finalement en quatrième position. Il termine ensuite troisième de la première course de Déroit. Lors de la deuxième course, il manque un freinage sous la pression de Ryan Hunter-Reay, crevant et terminant douzième. Il termine ensuite troisième du Grand Prix automobile du Texas, derrière Scott Dixon et Simon Pagenaud. Seizième à Road America, neuvième en Iowa et huitième à Toronto, il s'impose sur la course suivante, lors du Grand Prix de Mid-Ohio, devant Will Power et Josef Newgarden. Il s'impose ensuite lors de la course suivante, à Pocono, où il devance Will Power et Scott Dixon, réduisant son écart sur celui-ci à 29 points au championnat. Les écarts au classement se resserrent encore après la course suivante remportée par Will Power devant Alexander Rossi et Scott Dixon. Il termine huitième de la course de Portland, remportée par Takuma Satō. Dès le premier virage du Grand Prix de Sonoma, dernière course de la saison, Rossi accroche son coéquipier Marco Andretti et est victime d'une crevaison. Reparti en 25e position, il effectue une remontée jusqu'à la septième place, ce qui s'avère insuffisant, Dixon remportant le titre en terminant deuxième d'une course remportée par Ryan Hunter-Reay. Rossi termine avec deuxième avec 621 points derrière Dixon, 678, Will Power prenant la troisième place avec 582 points.

### 2019
Cinquième lors de l'ouverture de la saison 2019 à St. Petersburg, puis neuvième à Austin et cinquième lors du Grand Prix d'Alabama, il part en pole position lors du Grand Prix de Long Beach, quatrième course de la saison. Il domine la course, passant 80 des 85 tours en tête pour s'imposer avec vingt secondes d'avance sur  Josef Newgarden. Il remporte ainsi sa sixième victoire dans la discipline.
22e du Grand Prix d'Indianapolis, il se qualifie pour la Fast Nine Shootout, dernière séance de qualifications des 500 miles d'Indianapolis 2019 où il se classe neuvième. Peu après la mi-course, il se trouve en deuxième position derrière Simon Pagenaud. Un drapeau jaune lui permet de compenser le problème qu'il rencontre au stand, au niveau de l'arrivée d'essence. Après un drapeau rouge, Rossi repart en tête à treize tours de l'arrivée, rapidement dépassé par Pagenaud. Les deux pilotes échangent plusieurs fois la tête. Pagenaud reprend l'avantage au virage trois à deux tours du terme et le conserve jusqu'à l'arrivée. Une semaine plus tard, pour la première course de Déroit, il termine de nouveau deuxième, toujours derrière un pilote du team Penske, Josef Newdarden. Lors de la deuxième course, il est impliqué dans un incident avec James Hinchcliffe et Josef Newgarden où les trois voitures se touchent, mais Rossi repart rapidement, terminant toutefois cinquième d'une course remportée par Scott Dixon. Il remporte avec près de trente secondes d'avances le Grand Prix of Road America, sa deuxième victoire de la saison. Lors de la course suivante, le Grand Prix de Toronto, il termine troisième derrière Pagenaud et Dixon puis sixième au Grand Prix de l'Iowa.
En juillet, il annonce avoir renouvelé son contrat avec Andretti Autosport, avec toujours Honda comme motoriste. Après une cinquième place lors de la course suivante, il termine termine 18e puis 13e et troisième au Grand Prix de Portland remporté par Will Power. Deuxième du classement avant le départ de la dernière manche au Grand Prix de Monterey disputé sur le circuit de Laguna Seca, il termine à la sixième place, pour finir à la troisième du classement de la saison avec 608 points, derrière Josef Newgarden, champion avec 641 points et Simon Pagenaud, deuxième avec 616.

## Résultats

### 24 Heures du Mans
| Année | Équipe             | Équipiers                 | Voiture            | Classe | Tours | Pos. | Class Pos. |
| ----- | ------------------ | ------------------------- | ------------------ | ------ | ----- | ---- | ---------- |
| 2013  | Greaves Motorsport | Eric Lux Tom Kimber-Smith | Zytek Z11SN-Nissan | LMP2   | 307   | 23e  | 10e        |

### Championnat du monde de Formule 1
| Saison | Écurie                 | Châssis | Moteur     | Pneus   | GP disputés | Pole Positions | Victoires | Meilleur tour | Abandons | Points inscrits | Classement |
| ------ | ---------------------- | ------- | ---------- | ------- | ----------- | -------------- | --------- | ------------- | -------- | --------------- | ---------- |
| 2015   | Manor Marussia F1 Team | MR03B   | Ferrari V6 | Pirelli | 5           | 0              | 0         | 0             | 0        | 0               | 20e        |

### Championnat IndyCar
| Saison | Écurie                                       | Courses disputés | Pole positions | Victoires | Podiums | Meilleur tours | Points inscrits | Classement |
| ------ | -------------------------------------------- | ---------------- | -------------- | --------- | ------- | -------------- | --------------- | ---------- |
| 2016   | Andretti Herta Autosport with Curb Agajanian | 16               | 0              | 1         | 1       | 2              | 430             | 11e        |
| 2017   | Andretti Herta Autosport with Curb Agajanian | 17               | 1              | 1         | 3       | 1              | 497             | 7e         |
| 2018   | Andretti Autosport                           | 17               | 3              | 3         | 8       | 1              | 621             | 2e         |
| 2019   | Andretti Autosport                           | 17               | 2              | 2         | 7       | 0              | 608             | 3e         |
| 2020   | Andretti Autosport                           | 14               | 0              | 0         | 5       | 1              | 317             | 9e         |
| 2021   | Andretti Autosport                           | 16               | 0              | 0         | 1       | 0              | 324             | 10e        |
| 2022   | Andretti Autosport                           | 17               | 1              | 1         | 3       | 0              | 381             | 9e         |
| 2023   | Arrow McLaren                                | 17               | 0              | 0         | 1       | 0              | 375             | 9e         |
| 2024   | Arrow McLaren                                | 17               | 0              | 0         | 1       | 0              | 366             | 10e        |
| 2025   | Ed Carpenter Racing                          |                  |                |           |         |                |                 | e          |

### 500 miles d'Indianapolis

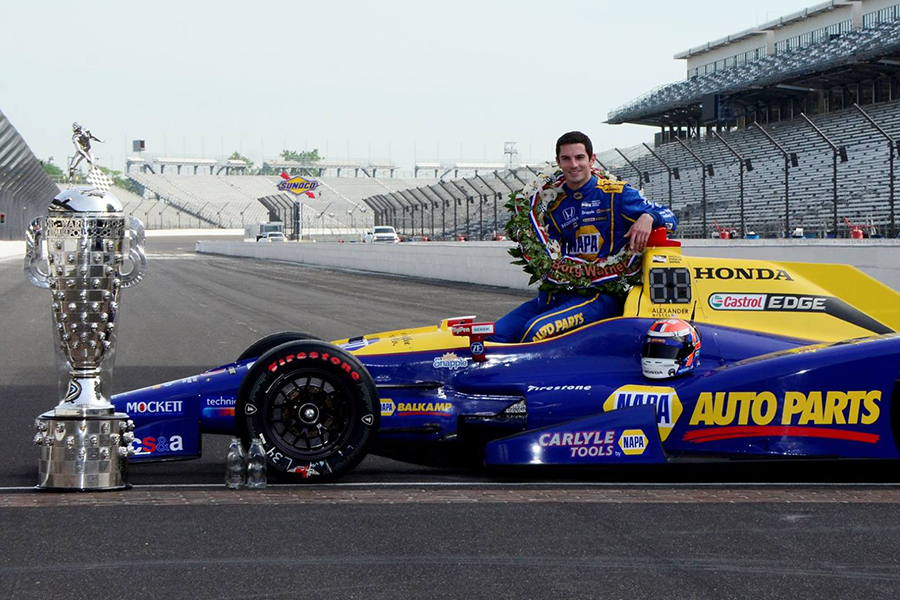
Alexander Rossi célèbrant sa victoire aux 500 miles d'Indianapolis.

| Année | Châssis | Moteur    | Départ | Arrivée   | Équipe             |
| ----- | ------- | --------- | ------ | --------- | ------------------ |
| 2016  | Dallara | Honda     | 11e    | Vainqueur | Andretti Autosport |
| 2017  | Dallara | Honda     | 3e     | 7e        | Andretti Autosport |
| 2018  | Dallara | Honda     | 32e    | 4e        | Andretti Autosport |
| 2019  | Dallara | Honda     | 9e     | 2e        | Andretti Autosport |
| 2020  | Dallara | Honda     | 9e     | Abandon   | Andretti Autosport |
| 2021  | Dallara | Honda     | 10e    | 29e       | Andretti Autosport |
| 2022  | Dallara | Honda     | 20e    | 5e        | Andretti Autosport |
| 2023  | Dallara | Chevrolet | 7e     | 5e        | Arrow McLaren      |
| 2024  | Dallara | Chevrolet | 4e     | 4e        | Arrow McLaren      |

## Palmarès
- 2008 : Formule BMW USA : Champion avec 10 pole positions, 10 victoires, 12 podiums et 8 meilleurs tours en 14 courses ;
- 2008 : Vainqueur de la finale mondiale Formule BMW ;
- 2009 :
  - International Formula Master 4e avec 3 victoires, 5 podiums et 1 meilleur tour. Meilleur débutant ;
  - Pilote d'essais BMW Sauber F1 Team
- 2009/2010 : GP2 Asia Series, avec Ocean Racing Technology et Team Meritus - 9e du championnat GP2 Asia Series ;
- 2010 :
  - Formule Renault 3.5 (1 course à Monaco) ;
  - GP3 Series avec ART Grand Prix, 4e avec 2 victoires, 5 podiums et 1 meilleur tour ;
- 2011 :
  - Formule Renault 3.5 3e du championnat avec 2 victoires et 6 podiums ;
  - Pilote d'essais Lotus Racing ;
- 2012 :
  - Formule Renault 3.5 11e du championnat avec 1 podium et 4 meilleurs tours ;

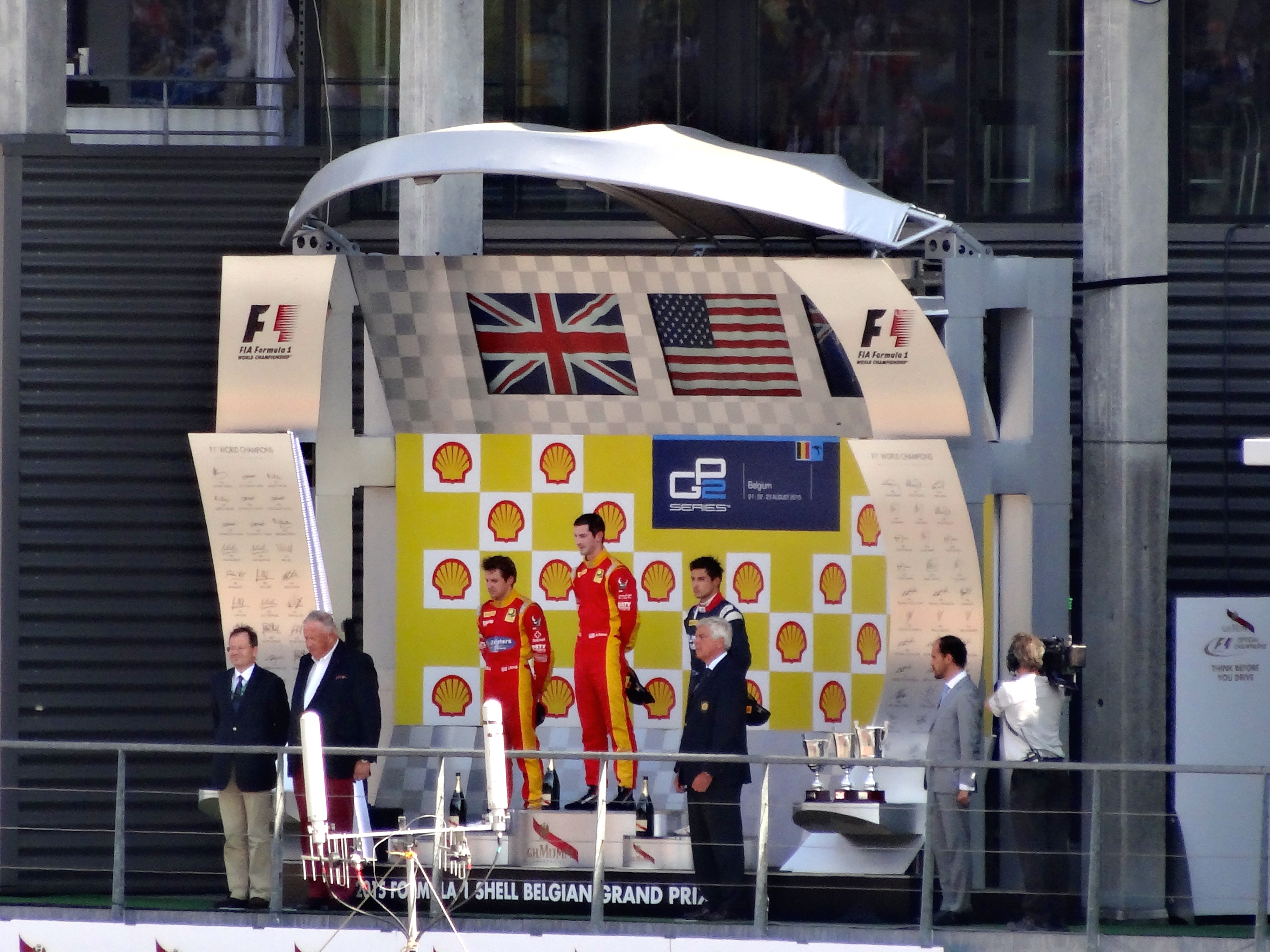
Alexander Rossi vainqueur en GP2 à Spa en 2015.

  - Pilote d'essais chez Caterham F1 Team

- 2013 :
  - GP2 Series, 9e avec une victoire ;
  - Pilote d'essais chez Caterham F1 Team ;
  - Participation aux 24 Heures du Mans sur la Zytek Z11SN-Nissan du Greaves Motorsport en compagnie de Tom Kimber-Smith et Eric Lux : il termine à la 23e place avec 307 tours ;
- 2014 :
  - GP2 Series, 21e ;
  - Pilote d'essais chez Caterham F1 Team puis Manor Marussia F1 Team ;
- 2015 :
  - GP2 Series, 2e avec trois victoires ;
  - Formule 1 avec Manor Marussia F1 Team ;
- 2016 :
  - IndyCar Series avec Andretti-Herta Autosport, 11e avec une victoire lors des 500 miles d'Indianapolis ;
  - Pilote de réserve chez Manor Racing ;